# U-460
U-460 – niemiecki okręt podwodny (U-Boot) typu XIV z okresu II wojny światowej. Okręt wszedł do służby w 1941 roku. Kolejnymi dowódcami byli: Kptlt. Friedrich Schäfer, Kptlt. Ebe Schnoor.

## Historia
Wcielony do 4. Flotylli U-Bootów celem szkolenia załogi, od lipca 1942 roku w 10., a od listopada 1942 roku w 12. Flotylli jako jednostka bojowa.
Okręt był jednym z dziesięciu zbudowanych podwodnych zbiornikowców, zwanych Milchkühe („mlecznymi krowami”), które skonstruowano z myślą o dostarczaniu paliwa i zaopatrzenia innym U-Bootom operującym na odległych akwenach. Okręt odbył sześć udanych misji zaopatrzeniowych na Atlantyku, podczas których udzielał również pomocy lekarskiej członkom załóg innych U-Bootów.
4 października 1943 roku U-460 wraz z bunkrowanymi U-264, U-455 i U-422 na północ od Azorów został zaskoczony przez samoloty Avenger i Wildcat z lotniskowca eskortowego USS „Card”. Okręty podjęły walkę z samolotami, jednakże po zanurzeniu U-460 został zatopiony torpedą Fido. Zginęło 62 członków załogi U-Boota, przeżyło tylko dwóch, którzy przebywali wówczas na U-264.